# Basque
Pour les articles homonymes, voir Basque.
Le basque (euskara) est la langue traditionnelle du peuple autochtone des Basques, parlée au Pays basque. C'est le seul isolat encore vivant parmi toutes les langues en Europe, tant du point de vue génétique que du point de vue typologique. De type ergatif et agglutinant, le basque, appelé aquitain dans l'Antiquité et lingua Navarrorum (langue des Navarrais) au Moyen Âge, est la langue d'Europe occidentale la plus ancienne in situ, encore vivante.
En 2016, l'enquête sociolinguistique du Pays basque a recensé 700 300 locuteurs bascophones de seize ans et plus en Espagne (provinces de Biscaye, Alava, Guipuscoa et de Navarre) et 51 202 au Pays basque français, soit 28,4 % de la population. Le nombre total de locuteurs s'élève à 1 185 500, bilingues réceptifs inclus, soit 44,8 % de la population. Environ 6 000 personnes sont unilingues bascophones. Le basque est aussi parlé dans sa diaspora.
La langue basque comporte une grande diversité dialectale. Pour pallier le manque d'intercompréhension entre locuteurs de dialectes éloignés, l'Académie de la langue basque (dont le siège officiel est à Bilbao, en Biscaye), a mis en place vers la fin des années 1960 une koinê, un basque unifié (euskara batua). Engagé dans un processus de standardisation, d'unification et d'un développement du corpus, ce dialecte commun et nouvelle variété de basque est basé sur les dialectes du centre tels que le guipuscoan essentiellement, et le navarro-labourdin, et ce, parmi cinq ou sept dialectes constituant un continuum dialectal.
De nos jours, le basque unifié investit tous les secteurs formels tels que les émissions de radio-télévision, la presse écrite, Internet, la recherche, l'enseignement, la littérature, l'administration etc. Dans les domaines informels, le basque unifié cohabite avec chacun des dialectes dans un espace où se côtoient les bascophones natifs (euskaldun zahar) et les néo-locuteurs (euskaldun berri).

## Étymologie

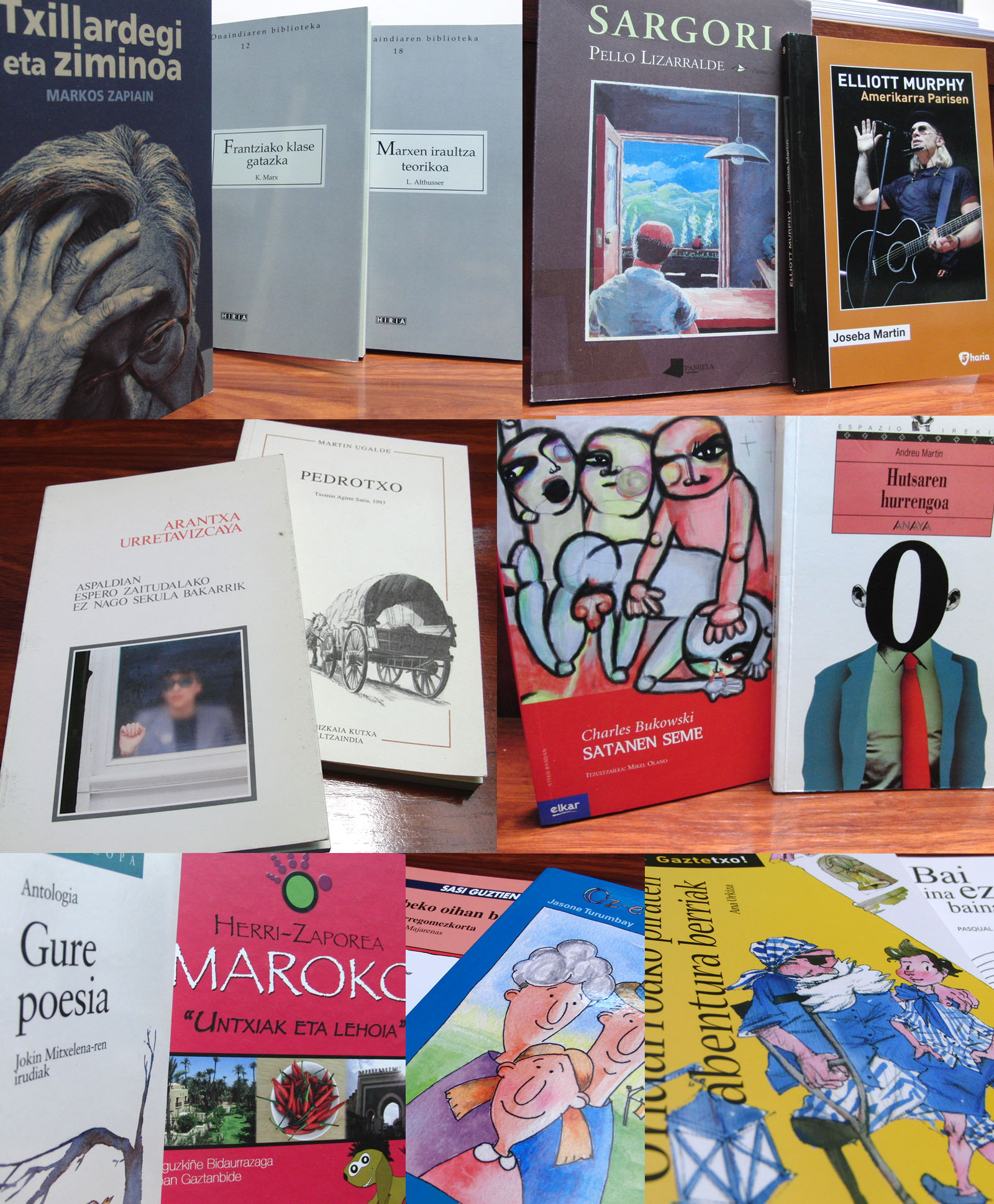
Production littéraire basque.

Le mot basque vient du nom d’un peuple antique, les Vascons (en espagnol, basque se dit d'ailleurs vasco), qui était le peuple protohistorique occupant le territoire de l'actuelle Navarre. Il s'agirait peut-être d'une forme latinisée (prononcée comme ‘uascone’) du nom autochtone de la racine eusk-, présente dans le nom de la langue (Euskara), et de ceux qui parlent cette dernière euskaldunak en français : « ceux qui possèdent (parlent) l'Euskara ». De nombreux linguistes ont comparé cette racine avec le nom des Ausci, le peuple aquitain antique qui a donné son nom à la ville d'Auch (dont l'ancien nom était basque : Elimberrum, c'est-à-dire « ville nouvelle », du basque (h)iri « ville, domaine » et berri « nouveau »). Le passage de a- à e- étant assez fréquent en basque, l'hypothèse *ausc- > *eusk- est tout à fait admissible.
Un rapprochement par étymologie populaire entre euskal « basque » et eguzki « soleil » est à l'origine du néologisme Euzkadi (dû à Sabino Arana Goiri) et des formes comme euzko.
Selon une autre hypothèse, la base *aus- pourrait représenter une variante de haitz « roche » (on la trouve dans la toponymie basque : Etxauz à Saint-Étienne-de-Baigorry, le mont Hautza, etc.). Ces deux hypothèses butent sur la nature de la sifflante (laminale contre apicale).
Les formes anciennes du mot sont :
- enusquera, Esteban de Garibay[10], 1571 (probablement pour indiquer une prononciation simplement nasalisée eũskera) ;
- heuscara, Bernard d'Etchepare, Linguae Vasconum primitiae, 1545 ; Joannes Leizarraga[11], 1571 ;

La forme enusquera est citée à deux reprises, ce qui pourrait exclure une faute. Le n simple intervocalique disparaît en basque sur le modèle de l'évolution du latin anatem au basque ahate (« canard »), honorem > ohore (« honneur »), balaenam > balea (« baleine »), catenam > katea (« chaîne »)… Les deux formes archaïques sont donc cohérentes si on corrige heuscara en *ehuskara. Le h aspiré se serait par la suite effacé, mais il n'y a pas de preuve décisive en ce sens.
Le linguiste Alfonso Irigoyen analyse Enuskera/Ehuskara en deux termes :
1. un radical *en(a)us, de la forme dative du verbe « dire » : *enausi (verbe archaïque présumé reconstruit d'apès la conjugaison diot, biscayen diñot « je dis », diost, bisc. diñost/diñaust « il me dit »)[13] ;
2. le suffixe -kara/-kera signifiant « manière de ».

Selon cette hypothèse, euskara signifierait « manière de parler »,. Cette thèse est admissible phonétiquement mais, aussi séduisante soit-elle, rien n'exclut une origine plus ancienne, une évolution plus complexe, la langue étant refaçonnée de génération en génération.
Euskera, eskuara, uskara et üskara sont des formes dialectales de euskara.

## Histoire

Aire linguistique du basque depuis 2000 ans.

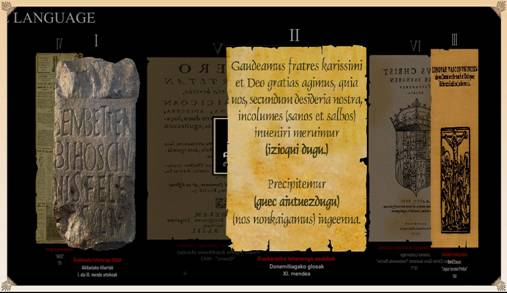
Premiers écrits en basque.

Il y a débat entre linguistes sur la présence du basque avant l'arrivée des langues indo-européennes, qui, au cours de l'histoire, allaient devenir majoritaires.
L'hypothèse d'un lien avec l'ibère est aussi discutée, bien qu’il y ait des ressemblances frappantes (numération).
Le basque est en revanche assurément antérieur à l'arrivée des langues celtiques dans l'aire linguistique basque, puis du latin, dont dérivent les langues parlées aujourd'hui dans la région (français, espagnol, portugais, galicien, occitan, catalan, gascon, aragonais, etc.).
Au cours des siècles, le basque a reçu de nombreux éléments lexicaux des langues indo-européennes voisines, mais a conservé sa syntaxe totalement différente de ces langues, ainsi qu'un abondant lexique également sans rapport avec elles.
La plus ancienne preuve d'une écriture basque daterait du Ier siècle av. J.-C., sur une main en bronze découverte en novembre 2022. On y retrouve cinq mots inscrits en « vascon » qui correspond à l'ancêtre du basque moderne, dont  seul le premier est compréhensible.
D'autres inscriptions basques sont relevées comme celles des Glosas Emilianenes ou encore celles du site d’Iruña-Veleia, dans la province d'Alava, qui dateraient du IVe siècle et de l'époque à laquelle les Basques ont été christianisés. Certains[Qui ?] les tiennent pour des faux, d'autres estiment qu'elles sont authentiques. 
Le premier texte imprimé en basque semble se trouver dans la 2e édition de Pantagruel de François Rabelais, publiée en 1542. Panurge essaie toutes les langues connues pour se faire comprendre de Pantagruel, dont le basque, avant de découvrir qu'il parle français. Cette connaissance du basque s'explique sans doute par le fait que Rabelais a enseigné la médecine à l'université de Montpellier. Il est donc plausible qu'il ait été en contact avec la langue, dont l'aire géographique était plus étendue qu'aujourd'hui.
Le premier livre écrit en basque est le Linguæ Vasconum Primitiæ de Bernard d'Etchepare imprimé à Bordeaux en 1545.

### Lescode talkersbasques
En mai 1942, les Américains auraient utilisé des code talkers basques, pour l'encodage, dans la guerre contre les Japonais. Cette histoire est néanmoins contestée par des travaux d'historiens publiés en 2017.

## Distribution géographique
Outre les locuteurs de la diaspora, le basque est parlé au Pays basque (Euskadi au sens initial) et, plus précisément, dans une partie des trois provinces formant la Communauté autonome basque d'Espagne (Guipuscoa, centre et est de la Biscaye, extrême nord de l'Alava) ; dans le nord de la Navarre (Espagne également) ; et dans les trois provinces basques de France : Labourd, Basse-Navarre et Soule (voir la carte).

## Survie de la langue
Héctor Iglesias explique cette survivance par le fait que, durant l'Antiquité, les Basques ont été des alliés plutôt que des ennemis de l'Empire romain, ce qui leur aurait permis de mieux sauvegarder leur langue. L'habitat dispersé a sans doute aidé aussi à la préservation de la langue basque.
Selon Luis Núñez Astrain, la raison principale de la survivance du basque est due précisément à la chute de l'Empire romain d'Occident, vers l'an 400, et à l'arrivée des Wisigoths. Les Basques (Autrigons, Caristes, Vardules, Vascons) et même Gascons, dont le nom provient d'une prononciation germanique de vascone) sont à cette époque des alliés des Romains. Astrain estime que si l'invasion des Goths avait été retardée de deux cents ans, le basque aurait été éliminé. Par conséquent, les Goths, bien qu'ils aient combattu les Basques, sont en grande partie responsables de la survie du basque,.
Cependant, depuis les deux derniers siècles, la révolution industrielle, l'urbanisation, le centralisme politique, la répression franquiste et l'exode rural au Pays basque nord ainsi que la politique linguistique de l'État français ont exercé une pression écrasante sur le basque, ce qui a aggravé les disparités démographiques régionales et linguistiques. De 1868 à 1970, la population bascophone est passée de 471 000 à 597 000 locuteurs, alors que la population totale a augmenté de 875 900 à 2 561 400 habitants. La population totale a donc presque triplé, tandis que le pourcentage de la population bascophone a diminué, passant de 54 % à 23 %, soit le quart de la population totale.
La langue basque a beaucoup souffert des conséquences de la guerre civile espagnole, entre 1936 et 1939, lors de laquelle de très nombreux jeunes gens qui parlaient le basque durent émigrer (surtout vers la France). Entre 1940 et 1975, la situation économique de l'Espagne contribuera encore à faire émigrer beaucoup de jeunes Basques. Les Ikastolas furent légalisées au sud, dans l'État espagnol, à partir de 1960. En France, il fallut attendre plus longtemps.

## Grammaire

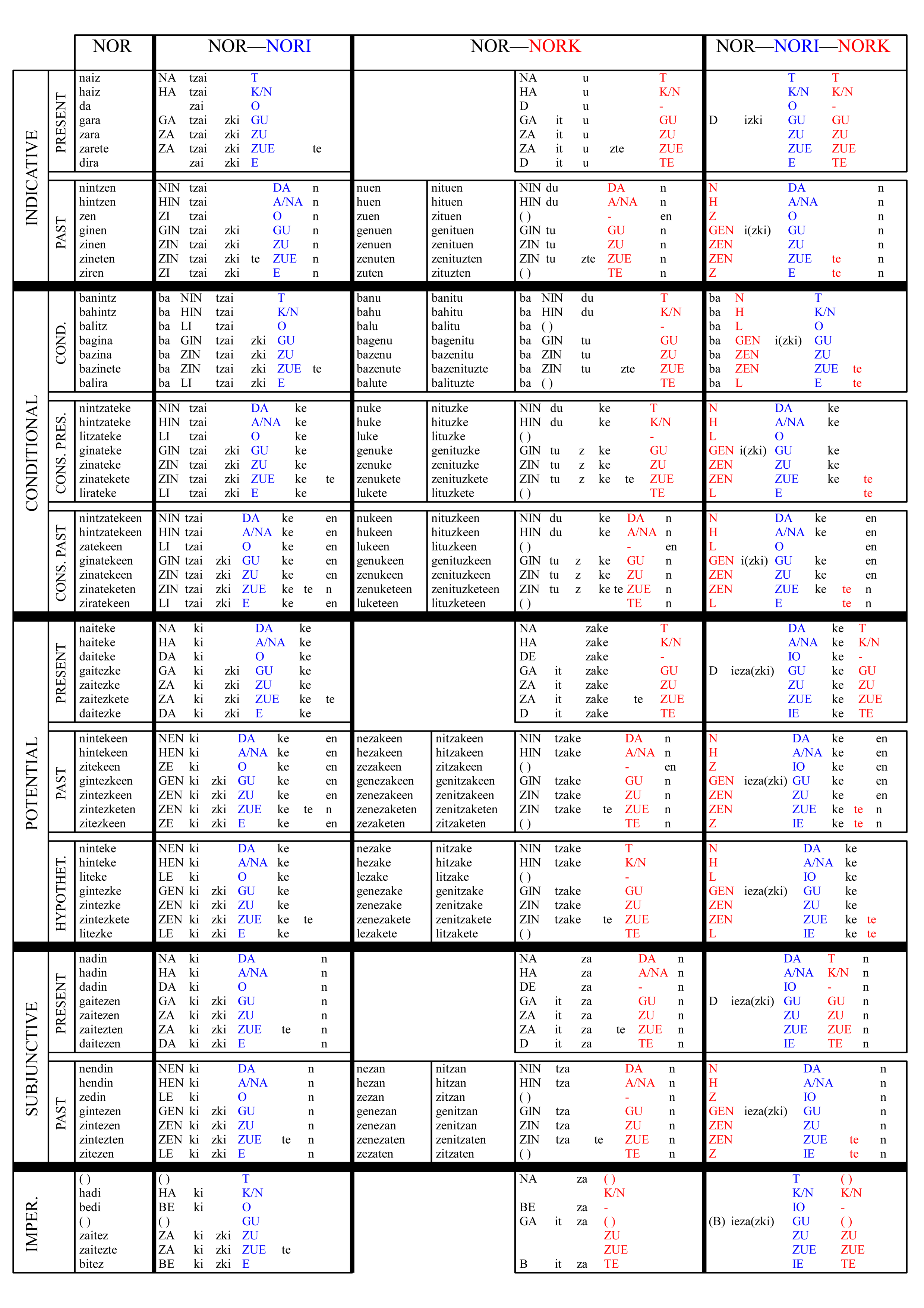
Tableau du verbe auxiliaire basque.

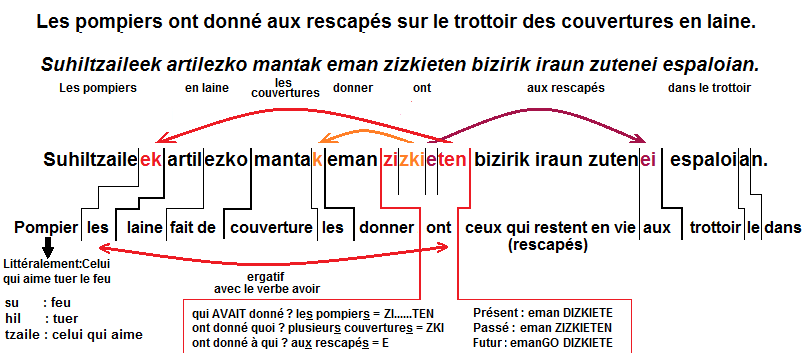
Description d'une phrase en basque.

La grammaire basque est très différente de ses langues géographiquement voisines. Le basque est une langue agglutinante, et des suffixes ou des radicaux peuvent être accolés derrière d'autres suffixes ou radicaux. Le genre n'existe pas, sauf attaché au verbe pour le tutoiement (du-k « tu as » (homme) et du-n « tu as » (femme)) avec des marqueurs k (ou t) pour le masculin et n pour le féminin typiques des langues eurasiennes. La conjugaison fait en sorte que le verbe, en plus de s'accorder avec le sujet, s'accorde aussi avec les compléments, dits directs et indirects en français. L'évolution moderne de la langue fait qu'en basque, on ne conjugue souvent que l'auxiliaire du verbe.
Le basque suit généralement une syntaxe SOV mais aussi OVS dans certains cas rares.
Le système numérique du basque présente la particularité d'être vicésimal (base 20) comme en ancien français, en breton ou en danois. Toutefois, dans ces trois langues, il s'agit d'un compte bi-décimal (deux-dix, *ui-kmti), non sur base vingt.

## Vocabulaire

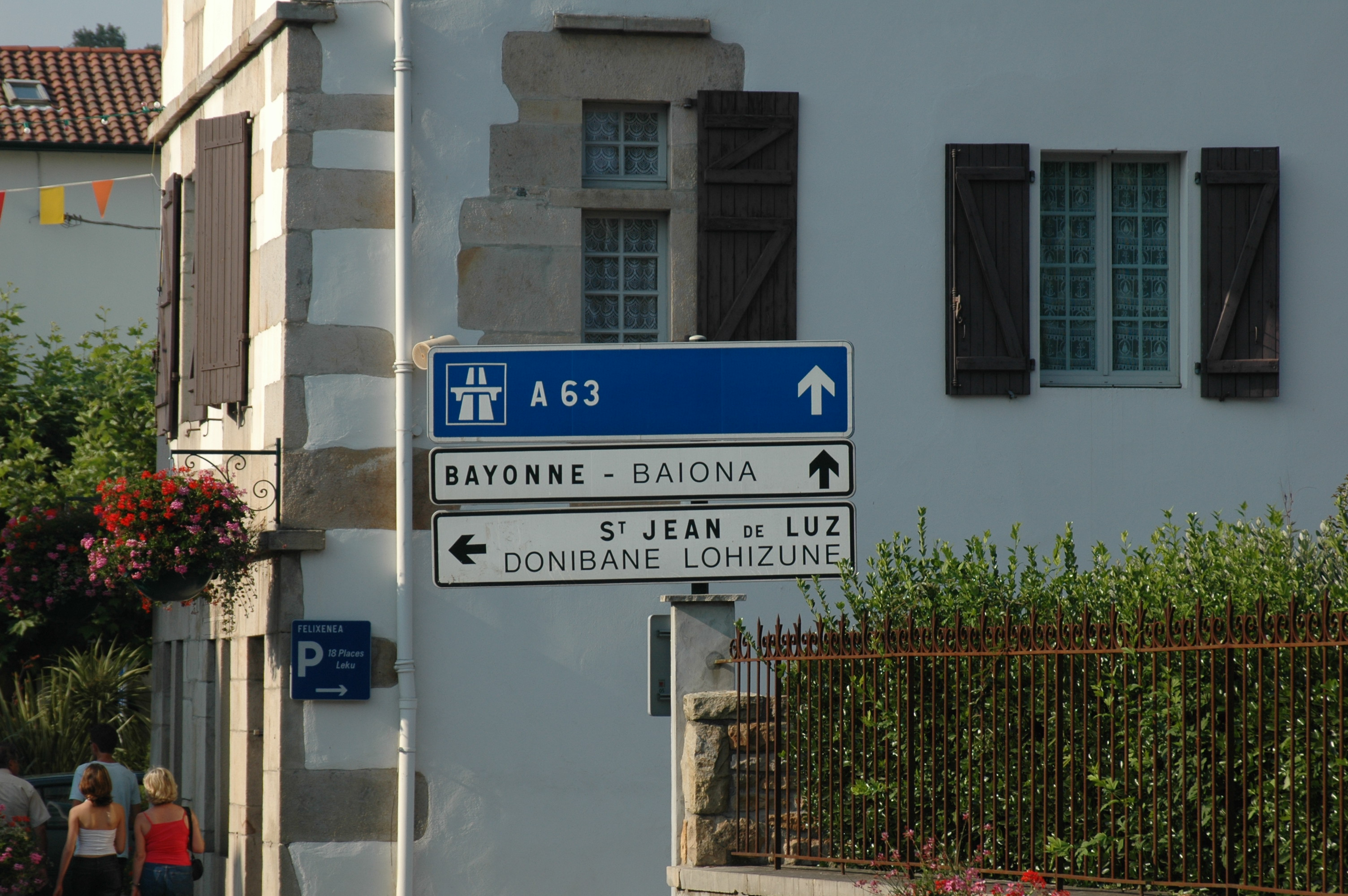
Signalisation routière bilingue à Saint-Pée-sur-Nivelle.

Si la grammaire basque est d'une originalité radicale, on estime qu'avant la normalisation de la langue, 75 % du vocabulaire provenait du latin ou des langues géographiquement voisines (gascon, aragonais, roman de Navarre, espagnol, français, voire le gaulois auparavant). Par exemple, dans la liste ci-dessous, zeru dérive du latin caelum « ciel ».
| Français       | Basque              | Prononciation (convention française) |
| -------------- | ------------------- | ------------------------------------ |
| eau            | ur                  | our                                  |
| terre          | lur                 | lourr                                |
| neige          | elur                | élourr                               |
| bois           | zur                 | sour                                 |
| os             | hezur               | (h)essourr                           |
| porc           | urde                | ourrdé                               |
| ciel           | zeru, ortzi         | sérou, orrtsi                        |
| feu            | su                  | Shou                                 |
| vent           | haize               | (h)aïssé                             |
| homme          | gizon               | guiçon'                              |
| femme          | emakume             | émakoumé                             |
| mangé (manger) | jan                 | yan'                                 |
| bu (boire)     | edan                | édan'                                |
| grand          | handi               | (h)an'di                             |
| petit          | txiki, ttipi        | tchiki / tyipi                       |
| nuit           | gau                 | gaou                                 |
| jour           | egun                | égoun'                               |
| mot            | hitz                | (h)its                               |
| hier           | atzo                | atsso                                |
| aujourd'hui    | gaur                | gaour                                |
| demain         | bihar               | bi(h)arr                             |
| chiffre        | zenbaki             | sèn'baki                             |
| un             | bat                 | batt                                 |
| deux           | bi                  | bi                                   |
| trois          | hiru(r)             | (h)irou(r)                           |
| quatre         | lau(r)              | laou(r)                              |
| cinq           | bost, bortz         | boSht / borrts                       |
| six            | sei                 | Shei                                 |
| sept           | zazpi               | saspi                                |
| huit           | zortzi              | sorrtsi                              |
| neuf           | bederatzi / behatzi | bédératsi /béatsi                    |
| dix            | hamar               | (h)amarr                             |

Notes :
Le r est roulé mais, au Pays basque français, le r simple est roulé, le r double est généralement prononcé « à la française » chez les nouvelles générations. En Soule, le « r » est parfois amuï, il peut être aussi entre le « l » et le « d », la règle est que seul on le roule, double ou devant une consonne on le grasseye. Le h est généralement aspiré par les locuteurs âgés du Pays basque français, mais il est tout à fait muet au Pays basque espagnol. Le s est prononcé au Pays basque espagnol comme le s espagnol standard de Castille, le s finlandais ou le sigma grec ; au Pays basque français, par influence du français, il est pratiquement — mais fautivement — prononcé comme un ch. Le z est prononcé comme une sifflante sourde s partout, sauf en Biscaye et sur la côte de Gipuzkoa, où il est prononcé comme le s basque ; finalement, le x est prononcé comme une chuintante ch partout.
Le j représente en principe le y de yaourt au début d'un mot (à l'intérieur d'un mot, on utilise généralement la lettre i). C'est la prononciation standard recommandée pour le basque unifié. Cependant, au Pays basque espagnol, on a tendance à le prononcer comme le j espagnol (Rajoy, José, Guadalajara) ou le ch allemand ou écossais (Bach, loch), alors qu'en Soule et à Lekeitio (Biscaye), on le prononce comme le j français de journal.
Les noms et adjectifs se déclinent en s'augmentant de suffixes. La forme donnée dans la liste ci-avant est celle de l'absolutif indéterminé : à cette forme, les noms et adjectifs apparaissent sous leur forme la plus simple, sans aucun suffixe.

## Écriture
La langue basque s'écrit avec l'alphabet latin. L'alphabet basque est globalement phonétique, toutes les lettres d'un mot se prononcent à l'exception du h qui est muet dans la plupart des dialectes. Généralement, les voyelles qui se suivent forment une diphtongue.

## Phonologie

Le phonème noté par la lettre h n'est prononcé que dans le nord-est, comme le montrent les isoglosses de cette carte. Sa réalisation, déjà minoritaire, est de moins en moins fréquente.

| Type      | Labiale     | Alvéolaire       | Palato-alvéolaire | Palatale                  | Vélaire     | Glottale  |
| --------- | ----------- | ---------------- | ----------------- | ------------------------- | ----------- | --------- |
| Nasale    | m [m]       | n [n]            |                   | ñ, -in- [ɲ]               |             |           |
| Occlusive | p [p] b [b] | t [t] d [d]      |                   | tt, -it- [c] dd, -id- [ɟ] | k [k] g [g] |           |
| Affriquée |             | tz, ts [t͡s]      | tx [t͡ʃ]           |                           |             |           |
| Fricative | f [f]       | s, z [s]         | x [ʃ]             |                           | j [x]       | h [h ~ ∅] |
| Spirante  |             |                  |                   | j [j]                     |             |           |
| Roulée    |             | r-, -rr-, -r [r] |                   |                           |             |           |
| Battue    |             | -r- [ɾ]          |                   |                           |             |           |
| Latérale  |             | l [l]            |                   | ll, -il- [ʎ]              |             |           |

| Type    | Antérieure | Postérieure |
| ------- | ---------- | ----------- |
| Fermée  | i [i]      | u [u]       |
| Moyenne | e [e]      | o [o]       |
| Ouverte | a [a]      | a [a]       |

## Dialectes

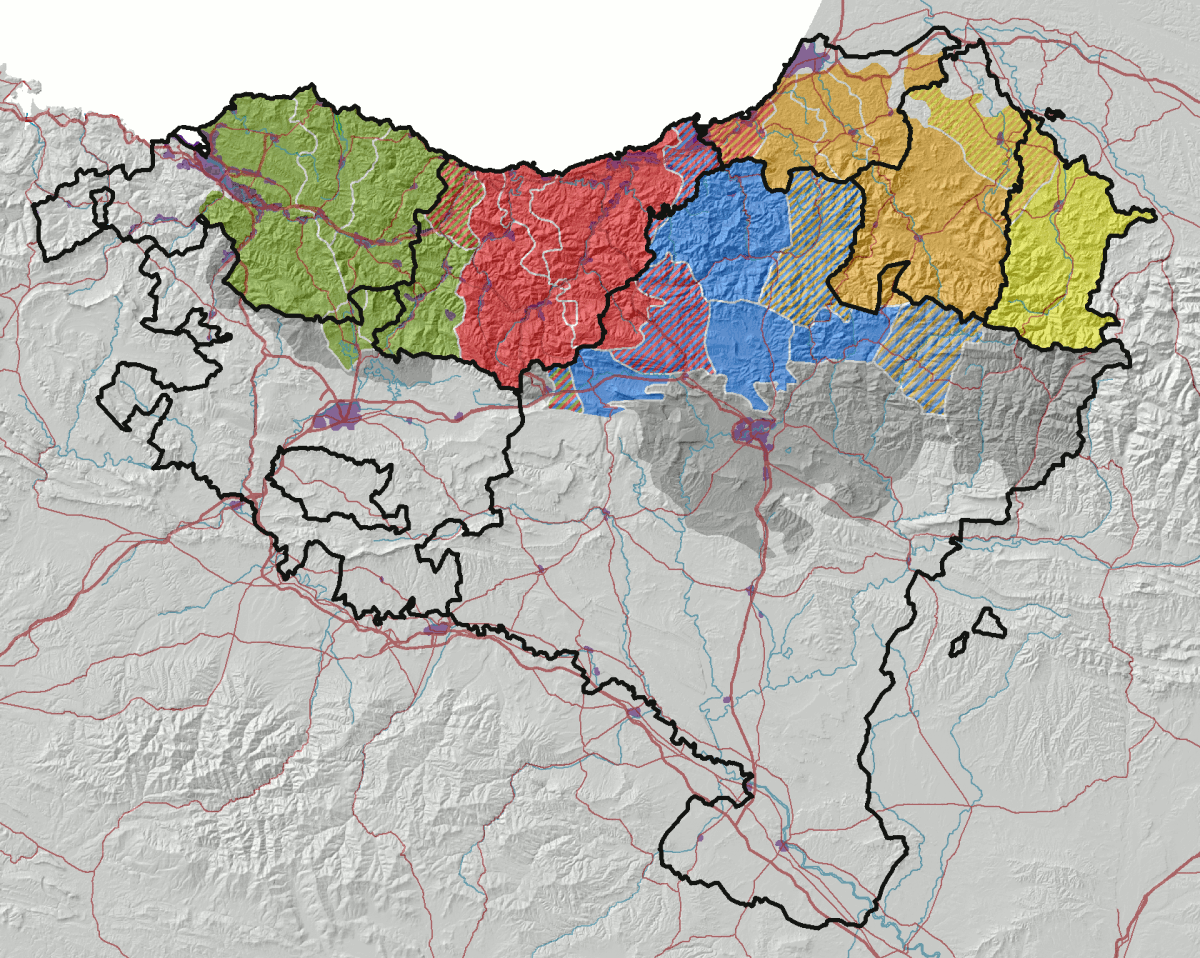
L'occidental (biscayen)
Le central (guipuscoan)
Le navarrais
Le navarro-labourdin
Le souletin

En 1571, on doit à Jean de Liçarrague, sur ordre de la reine de Navarre Jeanne d'Albret, la traduction en basque du Nouveau Testament. Les cinq dialectes du basque sont le navarro-labourdin, le guipuscoan, le navarrais, le souletin et le biscayen. Certains sont peu intelligibles entre eux comme le biscayen et le souletin.
Un autre dialecte, le roncalais, a vu sa dernière locutrice s'éteindre en 1991 (Fidela Bernat).
Le basque standard, ou « basque unifié », se fonde sur les dialectes centraux comme le guipuzcoan et le navarro-labourdin, mais aussi sur le labourdin classique du XVIIe siècle, précurseur de la littérature basque et trait d'union entre les dialectes continentaux et péninsulaires.
Le basque unifié, ou euskara batua, langue coofficielle avec le castillan dans les communautés autonomes basque et navarraise, y est largement enseigné, et commence à y supplanter les formes dialectales, dorénavant associées aux échanges non formels, voire à la ruralité.

## Locuteurs

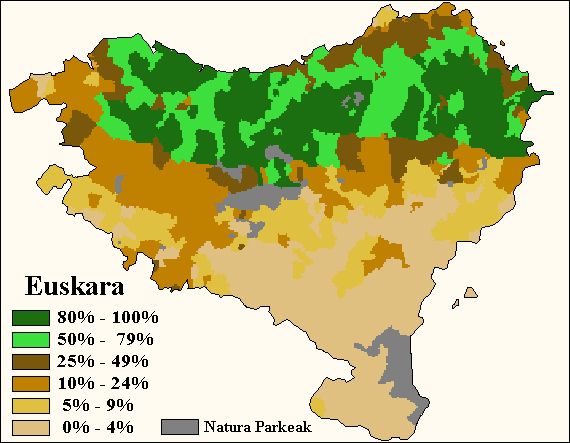
Distribution linguistique du basque.

Sur une population totale de 2 646 000 habitants répartis dans les 7 provinces du Pays basque, 28,4 % sont bilingues et 16,4 % ont une connaissance approximative du basque, soit 1 185 440 personnes (751 500 personnes sont des locuteurs bilingues actifs et 433 940 sont des locuteurs bilingues passifs). Du point de vue de leur rapport avec l'euskara, les habitants du Pays basque se répartissent en 4 grandes catégories.
1. Les unilingues bascophones ne parlent que le basque en France ou en Espagne. Ils sont âgés, mais certains enfants sont mis à l'ikastola (moins de 0,7 %, ce qui représente tout de même 20 000 personnes).
2. Les bilingues basque actifs parlent deux langues, français / basque ou espagnol / basque. Ils sont 28,4 % et se répartissent en 3 sous-catégories :
  - 44,5 % sont bilingues avec le français ou l'espagnol dominant ou l'erdara dominant.
  - 29,5 % sont des bilingues équilibrés, ils connaissent aussi bien le basque que l'espagnol (ou le français).
  - 26 % sont bilingues avec le basque dominant.
3. Les bilingues basques réceptifs comprennent ou lisent le basque mais le parlent rarement. Ils représentent 16,4 % et sont de plus en plus nombreux, les cours de langue pour adultes étant très populaires.
4. Les non-bascophones qui ne connaissent pas le basque. Ils sont majoritairement unilingues espagnol ou français, mais ils peuvent aussi être des bilingues voire multilingues par leur connaissance d'autres langues (immigrés non espagnols ni français notamment). Ils forment la majorité de la population, avec 55,2 %.

Il existe de grandes disparités dans la population au regard du bilinguisme basque selon les provinces. La Biscaye compte 986 155 habitants, dont 27,6 % (272 100) sont bilingues et 20,4 % (201 100) de bilingues passifs. Le Guipuzcoa avec 605 139 habitants a le plus grand nombre de locuteurs bascophones, soit 306 200, ce qui correspond à 50,6 % de la population et 17,3 % (104 300) de bilingues réceptifs. La Navarre (534 000) n'a que 12,9 % (68 880) de bascophones qui sont groupés essentiellement dans le nord de la province et 10,3 % de bilingues réceptifs (55 000). L'Alava avec ses 298 000 habitants a 19,2 % (40 000) de bilingues et 18,4 % (33 000) bilingues réceptifs. Le Labourd avec 208 000 habitants a 16,1 % de sa population bilingue (38 600) et 24 600 bilingues réceptifs. Quant à la Basse-Navarre et à la Soule, les plus faiblement peuplées (30 000 et 17 000), elles ont 49,5 % de bilingues (28 600) et 13,7 % de bilingues réceptifs (7 000).

## Statut

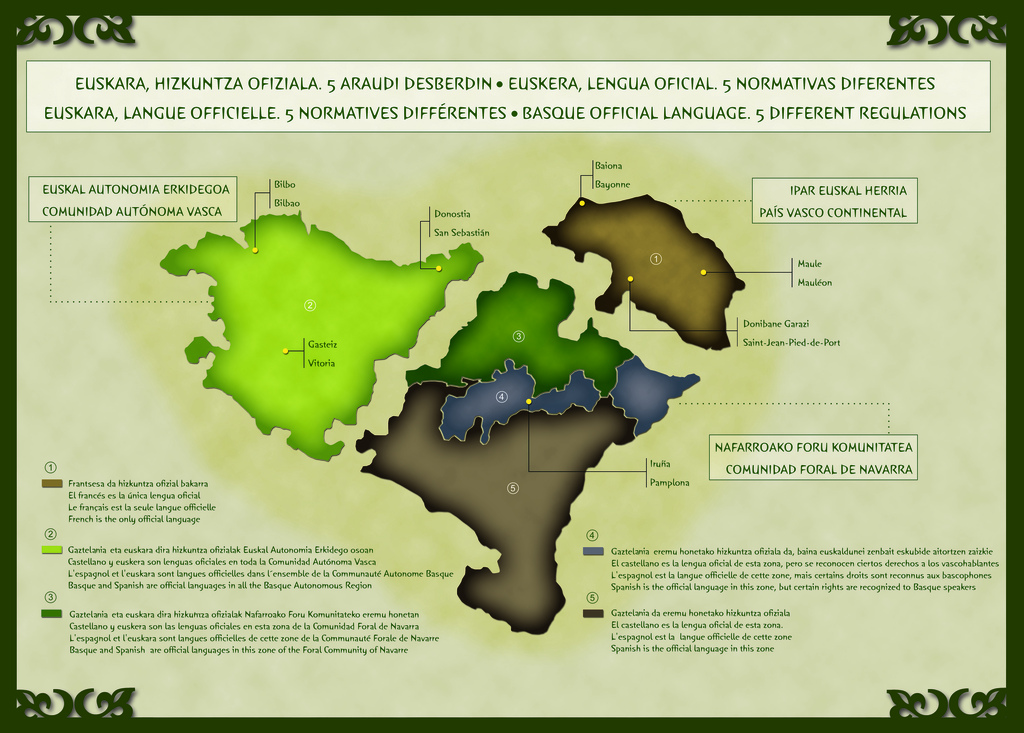
Situation juridique du basque au Pays basque

### Antécédents
- La langue basque fut déclarée langue co-officielle, avec l'espagnol, lors de la mise en place du premier Statut d'autonomie du Pays basque le 7 octobre 1936, peu après le début de la Guerre d'Espagne.

La prise de Bilbao le 19 juin 1937 par les troupes franquistes mit fin à l'expérience sur le territoire basque. Cependant, le Gouvernement basque en exil (1937-1979) continua d'utiliser cette langue dans ses activités.
- En 1948, à l'occasion du VIIe Congrès d'Eusko Ikaskuntza, est créée une « Journée internationale de la langue basque » fêtée tous les 3 décembre[31], anniversaire du décès, en 1552, de Saint François Xavier.

### Attitude des États espagnol et français
- Espagne : La constitution espagnole de 1978 reconnait dans son préambule et à son article 3 que le Castillan est la langue nationale et que les communautés autonomes ont le droit d'adopter une ou des langues officielles, ces dernières devenant de jure langue co-officielle. L'Espagne a signé la Charte européenne des langues régionales ou minoritaires le 5 novembre 1992 et l'a ratifiée le 9 avril 2001.
- France : La constitution française ne reconnait que le français comme seule langue officielle sur son territoire. Le 7 mai 1999, la France a signé la Charte européenne des langues régionales ou minoritaires, mais ne l'a jamais ratifiée, ce qui laisse cette Charte sans effet.

### Le basque langue co-officielle
La langue basque est co-officielle, avec l'espagnol, dans les deux communautés autonomes qui correspondent au territoire basque traditionnel en Espagne.
- Communauté autonome basque, qui regroupe les provinces d'Alava, Biscaye et Guipuscoa.

La langue basque est co-officielle, avec l'espagnol, depuis 1980 et la mise en place du statut d'autonomie (2 184 606 habitants en 2011).
- Communauté forale de Navarre, qui correspond à la Haute-Navarre.

La langue basque est co-officielle, avec l'espagnol, depuis la loi forale de 1986, dans la zone historiquement « bascophone ». Cette zone correspond à 63 communes du Nord de la Navarre (soit, en 2009, 58 932 habitants).

### Le basque langue minoritaire

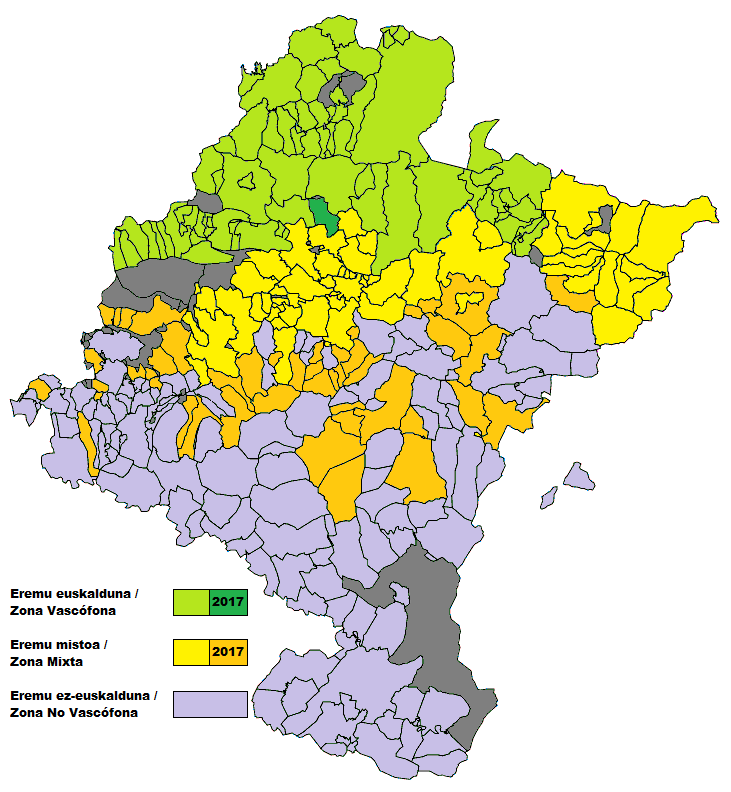
Zonification Linguistique de la Navarre depuis 2017

- Communauté forale de Navarre.

La langue basque est minoritaire dans deux autres zones de la Navarre, l'espagnol étant la seule langue administrative. Dans la Zone mixte (98 communes du centre de la Navarre, dont la capitale Pampelune) la langue basque peut bénéficier de certaines mesures comme l'enseignement public bilingue ou la signalisation toponymique bilingue. Dans la Zone non bascophone (sud de la Navarre) la langue basque ne bénéficie d'aucun statut juridique officiel.
- Département des Pyrénées-Atlantiques

Le français est la seule langue officielle dans cette circonscription administrative dans laquelle sont regroupées les provinces basques de Labourd, Basse-Navarre et Soule.
- Commune d'Ustaritz

Le 26 juin 2014, le conseil municipal d'Ustaritz, ville de 6 200 habitants, chef-lieu de canton du département des Pyrénées-Atlantiques a fait du basque la langue officielle de la commune. Le tribunal administratif de Pau a annulé, le 26 janvier 2015, cette délibération. La commune attend depuis de recevoir les motivations de ce jugement pour décider si elle fera appel ou non.

### Pratique actuelle
Pour la première fois depuis des siècles, la langue basque a augmenté son pourcentage de locuteurs, mené par des expansions des centres urbains principaux tels que Pampelune, Bilbao ou Bayonne. L'ouverture du nouveau musée Guggenheim à Bilbao est largement vue comme un symbole de la renaissance linguistique et culturelle basque.
L'obligation pour tous d'apprendre le basque dans les écoles de la CAB depuis 25 ans est à l'origine de la progression des bilingues. Les écoles enseignent en basque 16 heures par semaine au primaire et 25 heures par semaine au secondaire. Plus de 82 % des personnes de moins de 20 ans sont bilingues, dont 20 % de bilingues passifs.
En 2005, sur une population totale des provinces basques qui atteint trois millions d'habitants, seuls 20 000 sont unilingues bascophones, 802 000 sont bilingues basques/erdara (espagnol 91,6 % / français 8,4 %), 455 000 sont bilingues passifs basque/erdara (espagnol 93 % / français 7 %) c'est-à-dire comprennent le basque mais ne le parlent pas. 1 720 000, soit la majorité est unilingue erdara (espagnol 91 % / français 9 %).
Euskaltzaindia ou Académie royale de la langue basque est une institution académique officielle qui veille depuis 1968 à fixer officiellement les critères pour l'unification de la langue basque : c'est ainsi qu'est né l'euskara batua, car de nombreux dialectes basques s'expriment toujours dans les diverses régions.
On distingue cinq territoires où le statut linguistique sur une reconnaissance de la langue basque diffère :
- Communauté forale de Navarre : en vertu du statut d'autonomie de 1982 de la Navarre, (Article 9) le castillan fut décrété la langue officielle de la Navarre et le basque aurait aussi caractère de langue officielle dans les zones bascophones de la Navarre. Mais depuis une nouvelle loi, Ley foral 18/86, du 15 décembre 1986, stipule que la Navarre est linguistiquement divisée en 3 zones (272 communes) :
  - au nord, 64 communes dans la zone dite Bascophone, qui représentent 11 % de la population totale de la Navarre, où le castillan et le basque ont un statut de coofficialité ;
  - au centre-nord, 98 communes dans la zone dite Mixte (basco-navarraise) qui représentent 54 % de la population totale de la Navarre (dont la ville de Pampelune), où des services bilingues sont prévus à l'intention des bascophones. La langue basque y progresse depuis son introduction dans le système scolaire ;
  - au sud, dans la zone hispanophone qui représente 35 % de la population totale de la Navarre où seul le castillan est langue officielle.
- Union européenne : pour l'Union européenne, la langue basque est seulement reconnue « langue d'usage » dans les institutions européennes dès lors que, à l'occasion de son adhésion à l'Union, l'Espagne n'a pas officialisé les langues régionales. Ces langues ne sont pas des langues officielles de travail et le basque a seulement un statut de langue régionale et minoritaire. En septembre 2023, l'Espagne introduit une demande au Conseil des ministres des Affaires européennes de reconnaître le basque, le catalan et le galicien comme langues officielles de l'Union européenne[33].
- Communauté autonome basque : Dès 1978, la Constitution espagnole autorise les régions historiques d'Espagne à se doter d'assemblées pourvues de larges compétences. Les Basques vont se doter en 1979 d'un statut linguistique avec la formation de la Communauté autonome basque composé seulement de 3 provinces (Guipuscoa, Biscaye et Alava). La province de Navarre, territoire moins « basquisé », décida de ne pas s'y joindre et de prendre un autre chemin. Le basque a un statut de langue coofficielle avec l'espagnol.
- France : L'article 2 de la Constitution précise que « La langue de la République est le français », il n'existe aucun statut spécifique des langues régionales ou minoritaires. Cela n'empêche pas l'État lui-même, notamment via la Délégation générale à la langue française et aux langues de France et l'enseignement public et les collectivités locales d'entreprendre diverses actions culturelles ou éducatives au profit de la langue basque mais seulement avec des aménagements symboliques ou peu importants, ainsi que des tolérances ou des dérogations envisageables. Seul le français a juridiquement accès à l'usage public. La France est un des pays de l'UE à avoir signé la Charte européenne des langues régionales ou minoritaires mais elle ne l'a pas ratifiée car la Charte III avait une liste d'obligations et comportait des clauses contraires à la Constitution française. Pour accepter qu'une autre langue telle que le basque soit érigée en principe républicain, cela revient à lui donner forcément des usages formels et juridiques dans un cadre démocratique[34]. C'est en réaction et par l'intermédiaire de la formation Batera, qui regroupe 52 % des 159 maires du Pays basque, qu'est demandé entre autres la coofficialisation du basque avec le français.
- Espagne : L'article 3 de la Constitution stipule que le castillan est la langue espagnole officielle de l'État. Tous les Espagnols ont le devoir de le connaître et le droit de l'utiliser. Les autres langues espagnoles seront également officielles dans les différentes Communautés autonomes en accord avec leurs Statuts.

## Vie publique

### Enseignement

#### Pays basque français

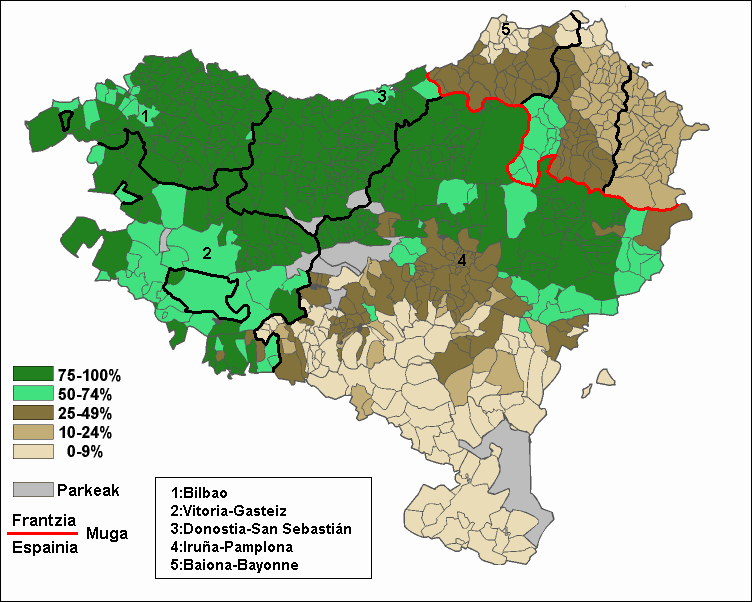
Pourcentage d'élèves inscrits avec une scolarité en basque. La ligne rouge démarque la frontière franco-espagnole.

Le basque est enseigné dans les écoles immersives associatives dites « ikastola » où tous les cours, dans les premières années de maternelle se font par immersion en basque avec introduction progressive du français qui est utilisé en parité avec l'euskara (histoire, géographie, sciences, mathématiques…). Les enfants sont donc rapidement parfaitement bilingues.
La langue est aussi enseignée dans certaines écoles, collèges et lycées publics en tant que langue facultative. Il existe aussi des cours du soir pour apprendre la langue et la culture basques.
L'Office public de la langue basque (OPLB) est créé à Bayonne en 2004 ; il poursuit son projet de politique linguistique en ouvrant des sections d'enseignement bilingue dans le Pays basque.

#### Pays basque espagnol
Voir Le basque dans l’éducation (es)

### Télévision
- Euskal Telebista : le consortium qui dépend de la communauté autonome basque possède deux chaînes exclusivement en basque :
  - ETB 1 : chaîne généraliste exclusivement en basque créée en 1982. Peut être captée en hertzien dans la CAB, la Navarre et le Pays basque français.
  - ETB 3 : chaîne destinée aux jeunes créée exclusivement en basque en 2008. Diffusée via la TNT dans la CAB.
  - ETB Sat : chaîne disponible via les systèmes satellites et ADSL diffusant une partie des programmes d'ETB-1.
- Hamaika : chaîne généraliste exclusivement en basque créée en 2009. Diffusée via la TNT dans la CAB.
- France 3 Euskal Herri Pays basque : Décrochage local de France 3 Aquitaine. Une petite partie des informations est diffusée en basque (1 min par jour sur les 6 minutes totales du décrochage d'information ainsi qu'un tiers des reportages hebdomadaires).
- TVPI.
- Kanaldude : télévision de Basse-Navarre, participative et en langue basque. Diffusion par internet et via le canal TNT de TVPI.

### Radio

#### Communauté autonome basque
Dans la CAB, en plus de certaines stations de service public Euskadi Irratia (groupe EITB) (Euskadi Irratia, Gaztea, EITB Musika), une cinquantaine de radios associatives émet en basque.

#### Navarre
De nombreuses radios associatives parmi lesquelles Euskalerria irratia à Pampelune, Xorroxin Irratia (Baztan).

#### Pays basque français
Les radios associatives du Pays basque nord se sont groupées dans une association nommée Euskal irratiak et diffusent des programmes en commun :
- Gure Irratia créée en 1981 et Antxeta Irratia créée en 1999, basées au Labourd
- Irulegiko Irratia créée en 1982 et basée en Basse-Navarre
- Xiberoko Botza créée en 1982 et basée à Mauléon (Soule)

De plus France Bleu Pays basque consacre 55 minutes d'actualité en basque.
Il existe aussi une radio à caractère religieux diffusant en basque depuis Ustaritz, Radio Lapurdi Irratia.

### Journaux

#### Quotidiens (egunkaria)
- Berria, quotidien exclusivement en basque. Successeur d'Egunkaria.
- Gara, quotidien en basque et en espagnol.

#### Hebdomadaires (aldizkaria)
De nombreux hebdomadaires sont écrits en basque parmi lesquels :
- Herria, hebdomadaire du Pays basque nord exclusivement en basque. Créée en 1944.
- Argia, hebdomadaire exclusivement en basque.
- Mintza, hebdomadaire exclusivement en basque ajouté chaque jeudi au quotidien basque de langue française le Journal du Pays basque.
- Iparraldeko hitza, hebdomadaire exclusivement en basque. Distribué avec Berria.

#### Bimensuels
- Ekaitza, bimensuel politique de gauche, indépendantiste, du Pays basque nord. La majorité des articles sont en français, mais certains sont en basque. Créé en 1986.

## Origine de la langue basque

Carte chronologique montrant le développement et l'évolution des langues parlées dans la péninsule Ibérique de l'an 1000 à nos jours.

Le basque n'est pas la plus vieille langue d'Europe mais la langue d'Europe occidentale la plus ancienne in situ encore vivante,,,,. L'origine du basque a fait l'objet de différentes études en corrélation avec l'archéologie et la génétique.
Si, sur le plan linguistique, le basque unifié est une forme de basque au même titre que chacun des autres dialectes, d'un certain point de vue et de par son statut officiel, on peut le comparer à une langue comme le français issu du francien, qui a réussi au détriment des autres formes d'oïl.
L'origine de la langue basque est antérieure à la diffusion de l'écriture en Europe. De ce fait, elle est mal connue et toujours débattue. Cela ne saurait toutefois constituer un obstacle insurmontable pour la Linguistique comparée (paléolinguistique), qui permet de remonter bien au-delà grâce à la comparaison avec d'autres langues et à la reconstruction interne. Toutefois, des reconstructions a priori affectent souvent le sérieux des hypothèses[pas clair].
On a proposé des relations lexicales entre le basque et un grand nombre de langues : l'ibère, le picte, les langues chamito-sémitiques (dont les langues berbères, le guanche), les langues nigéro-congolaises et langues khoïsan, l'étrusque, le minoen, les langues ouraliennes, le bourouchaski, les langues dravidiennes du sud de l'Inde, les langues munda de l'est de l'Inde, les langues caucasiennes, certaines langues paléo-sibériennes, le chinois, les langues esquimaudes, les langues na-dené d'Amérique du Nord et même les langues indo-européennes.
Par ailleurs, plusieurs études estiment qu'au bout de 10 000 ans, il ne resterait presque plus rien d'une langue, le matériau linguistique se trouverait entièrement renouvelé et l’origine commune entre le basque et toute autre langue serait alors très difficile à prouver,,.
Le linguiste et bascologue français Michel Morvan conteste le fait qu'on ne puisse pas remonter très haut dans le temps, jusqu'à l'eurasien primitif en travaillant sur l'ensemble des langues non-indoeuropéennes du continent eurasien.

### Thèse de l'isolat
Depuis le XIXe siècle, la typologie linguistique considère la langue basque comme un isolat,,.
Diverses études défendent cette thèse. On peut mentionner la conférence donnée en 2003 à l'Institut culturel basque de Bayonne par Beñat Oyharçabal. Pour ce linguiste, les hypothèses basco-ibérique, basco-chamito-sémitique, basco-caucasique et la théorie des substrats ne sont pas suffisamment crédibles pour révoquer la théorie de l'isolat. Voir aussi l'étude de Joseba Lakarra publiée en 2005 et intitulée Protovasco, munda y otros : reconstrucción interna y tipología holística diacrónica. Ce point de vue est aussi celui du linguiste basque Joseba Lakarra.
Dans le magazine La Recherche, en mai 2019, les linguistes Eneko Zuloaga et Borja Ariztimuño, de l'université du Pays basque (Espagne), écrivent de même que la langue basque est un isolat. Pour eux, les linguistes ou chercheurs qui lient le basque à d'autres familles linguistiques ne prennent pas en compte ni les méthodes standards, ni le travail effectué par les bascologues ces dernières décennies.

### Thèses d'une langue non isolée
À contrario, depuis le XXe siècle différents travaux rattachent cette langue à des groupes définis contestant ainsi la thèse de l'isolat,,,. Ainsi des auteurs et chercheurs comme Merritt Ruhlen (1994), Eñaut Etxamendi (2007), Michel Morvan (2008),, mais nous pouvons citer également Sergueï Starostine ou encore Marr, Trombetti, Bouda, Dumézil, Dzidziguri, Nikolaïev, Bengtson, Greenberg, Shevoroshkin, lient le basque à d'autres familles linguistiques.

#### Origine indo-européenne
La comparaison avec les langues européennes fait l'objet de plusieurs recherches. Celles des linguistes Gianfranco Forni et Castro Guisasola. Avant eux, des auteurs tels que Augustin Chaho ou Jean-Baptiste Darricarrère, puis, récemment, d'authentiques linguistes dont Juliette Blevins (reconnue sur le plan mondial dans sa spécialité, la phonologie) et, en 2007, Eñaut Etxamendi, rattachent le basque à la famille indo-européenne. Les travaux d'Eñaut Etxamendi, ont été présentés au grand public dans un article qu'il a écrit dans L'Express en 2015 et ont fait l'objet d'un ouvrage L'origine de la langue basque,. Ces travaux s’éloignent ainsi des schémas de pensée habituels qui font de cette langue un isolat. Eñaut Etxamendi affirme être le seul à soutenir cette origine du basque car il dit être le seul à avoir comparé la langue basque à des langues indo-européennes. Il reconnaît lui-même que sa thèse est ainsi très isolée au sein du milieu scientifique,,.
Eñaut Etxamendi écrit qu'il y a une importante proximité de l’euskara avec beaucoup de langues indo-européennes très anciennes et souvent très lointaines du Pays basque telles que le grec ancien, l'arménien, le sanskrit, etc., et dont certaines sont éteintes, alors qu'il n'est pas connu à ce jour d'émigration d'habitants de ces pays lointains au Pays basque.
Eñaut Etxamendi, dans ses travaux où sont analysés environ 4 000 mots, souligne le nombre considérable de termes similaires (tant pour la phonie (?) que pour le sens) avec des termes d'origine indo-européenne. Ce constat ne peut pas résulter, selon lui, du seul emprunt du basque aux langues environnantes et il ajoute qu'il n'a pas eu connaissance au cours de ses travaux de termes basques sans aucune parenté.
Par ailleurs, selon Eñaut Etxamendi, un nombre non négligeable de termes basques sont en mesure d’éclairer des étymologies que les plus grands indo-européanistes du siècle dernier ont considérées douteuses, obscures, voire inexpliquées. Eñaut Etxamendi a fait une comparaison systématique dans ses travaux entre le basque et les langues indo-européennes, tant au niveau du vocabulaire que de la construction grammaticale. Pour cet auteur les racines de nombreux concepts (dits) indo-européens procèdent d'onomatopées décelables par l'euskara (dévorer, frapper/tuer, gratter, courir, écorcer/racler, aiguiser…).
Eñaut Etxamendi réfute le caractère exclusif de certains particularismes généralement attribués à la langue basque. Parmi différents exemples pris par cet auteur: la langue basque n'est pas la seule à pratiquer l'ergativité en Europe (toutes les langues indo-européennes auraient été ergatives selon la linguiste Claude Tchekhoff), la langue basque a elle aussi des préfixes et peut avoir également dans certains cas un genre féminin, le basque a une forme agglutinante mais l'arménien également et l'allemand souvent, etc.
L'article d'Eñaut Etxamendi Le basque est une langue indo-européenne a été repris dans un journal italien du 5 mai 2015 et en 2017 Robert Elissondo, professeur d'histoire-géographie et président de l'association Ikerzaleak, se range à ses arguments. Elissondo écrit notamment « sa recherche s'appuie sur les travaux des linguistes les plus reconnus en particulier Émile Benveniste. À la fois chercheur, écrivain et poète, Eñaut Etxamendi manie avec aisance les méthodes et les concepts de la linguistique ». Robert Elissondo écrit également « Pourquoi la plus ancienne des langues indo-européennes est-elle toujours vivante ? » en parlant de la langue basque.
A contrario, toujours en 2017, le philologue et spécialiste de l'histoire de la langue basque Joseba Lakarra parle du basque comme une langue isolée, et dans La Recherche, en mai 2019, les linguistes Eneko Zuloaga et Borja Ariztimuño écrivent que « le basque est un isolat, […] la thèse [d'Eñaut Etxamendi] n'est pas reconnue par les bascologues, […] car elle ne répond pas aux exigences de la recherche linguistique ».

#### Origine nigéro-congolaise
En 2013, Jaime Martín Martín tend à soutenir, dans son livre Un enigma esclarecido : el origen del vasco (« Une énigme éclaircie : l'origine du basque »), que le basque s'apparente au dogon, une langue parlée actuellement par environ 600 000 personnes, principalement au Mali, mais aussi au Burkina Faso,. Martín a comparé pendant douze ans le basque et le dogon, tant au niveau de la structure que du vocabulaire et a observé « des ressemblances entre les deux langues dans la forme et dans le sens », convaincu que ces ressemblances « ne pouvaient pas être dues au hasard ». Il a comparé 2 247 mots, observant des ressemblances parmi 1 633 d'entre eux, soit 70 %. Selon lui, l'hypothèse d'une parenté entre deux langues prend force à partir de 50 %.
Selon Xabier Kintana, qui a vivement critiqué l'ouvrage, cela n'aurait « ni queue ni tête » et ne comparerait que des mots comme soro (champ), dont l'origine est latine.
Pour la linguiste Asya Pereltsvaig, les preuves présentées à l'appui du lien basque-dogon par Martín ne sont pas « qualitatives » : Martín compare les aspects structurels et lexicaux du basque et du dogon et affirme que les deux langues sont très semblables, la seule différence étant que le dogon « n'a pas de déclinaison ni de sujet ergatif ». Elle fait observer que « ce sont toutefois des différences majeures ». « Le dogon, sans marquage de cas ni alignement ergatif, ressemble beaucoup plus au chinois, d'autant plus que les deux langues (ou familles de langues) sont également tonales. Le basque, en revanche, n'est pas tonal, ce qui constitue une autre différence majeure entre lui et le dogon ». Enfin l'argument selon lequel « trois des quatorze dialectes dogon montraient exactement le même ordre de mots dans la phrase » que le basque, est, selon Asya Pereltsvaig, un très mauvais élément de preuve. Le basque est une langue SOV stricte, mais l'ordre SOV est l'ordre linguistique le plus courant et représente près de 45 % des langues du monde.
La linguiste Lilias Homburger avait également présenté le basque, langue agglutinante, comme plus proche de l'égyptien ancien, des langues dravidiennes (parlées aujourd'hui en Inde du Sud), et des langues africaines du groupe sénégalo-guinéen (wolof, sérère, peul), que des langues indo-européennes. Elle supposait qu'au néolithique, avant l'extension de l'indo-européen commun, les langues agglutinantes recouvraient probablement l'Afrique du Nord, l'Europe méridionale et l'Asie.

#### Origine eurasienne pré-indoeuropéenne
Dans une étude Le basque, langue eurasienne publiée en 2008, le comparatiste et bascologue français Michel Morvan présente la langue basque comme étant d'origine eurasienne pré-indoeuropéenne,. Dans cette étude, il écrit également à propos de l'origine de la langue basque : « Les pistes sino-caucasienne et euro-sibérienne sont bonnes ». Il explique que les anciennes langues parlées en Eurasie (basque, certaines langues du Caucase, de Sibérie, etc.) ont été submergées par l'arrivée des langues indo-européennes et donc qu'il est vain de vouloir raccrocher le basque à telle ou telle autre langue avec une entière certitude au vu de la profondeur du substrat eurasien, ceci n'excluant pas toutefois la mise en évidence de liens de parenté révélateurs d'une origine commune entre ces anciennes langues ou du moins une partie d'entre elles.
Se référant entre autres aux travaux de Sergueï Starostine, il estime que, dans sa forme originelle, le basque pourrait remonter au paléolithique supérieur et qu'elle est très stable dans le temps, ce qui peut faciliter ainsi des comparaisons. Selon lui l'erreur est d'avoir voulu rattacher à chaque tentative le basque à une famille de langues traditionnelle bien délimitée. À cause de cette erreur s'est développé le dogme excessif du basque comme langue complètement isolée. Sur ce sujet l'américain John Bengtson, avec toutefois de nombreuses erreurs, donne à la langue basque une origine commune avec des langues du Caucase (langues du nord-est du Caucase précise Michel Morvan). La théorie eurasienne de Michel Morvan gagne de plus en plus en vraisemblance grâce à ses travaux étymologiques très poussés[source insuffisante].
Certains termes comme guti = « peu, petit » ou bihi = « grain » ont été repérés en dravidien et jusqu'en austronésien (tagalog, waray-waray, indonésien) par Michel Morvan, ce dernier sous la forme binhi qui correspond au proto-basque *binhi, ce qui ferait remonter de telles formes encore bien plus loin dans le passé. Selon ce linguiste, il faut comprendre qu'il y a des parentés proches (ibère, pré-occitan, paléosarde, paléocorse par exemple) et des parentés éloignées (caucasien, dravidien, langues sibériennes, etc.). Son travail étymologique est le plus avancé à ce jour. Ainsi par exemple le nom basque de la maison etxe est le même mot que le turc etch, itch "intérieur, demeure, maison".[réf. nécessaire]

#### Origine dené-caucasienne
Des chercheurs (Marr, Trombetti, Bouda, Dumézil, Dzidziguri…) ont proposé des similitudes entre le basque et les langues caucasiennes, particulièrement le géorgien. La théorie caucasienne s'est développée dès le XIXe siècle et pendant tout le XXe siècle.
D'un point de vue grammatical et typologique, ils comparent les objets en langues agglutinantes et ergatives, et avec le même système déclinatif.
Le parallélisme des systèmes de numération (vigésimaux), la façon identique d'exprimer le réfléchi en basque et en kartvèle (géorgien…) sous forme "ma tête, ta tête, sa tête" sont d'autres convergences typologiques. Mais on sait que convergence typologique n'implique pas ipso facto parenté génétique.
Dans son ouvrage L'origine des langues, publié en 1994, le linguiste Merritt Ruhlen rattache le basque au groupe des langues sino-caucasiennes lui-même rattaché à la super-famille des langues dené-caucasiennes. Ce groupe comprend le basque, le caucasien, le burushaski, le sino-tibétain, le iénisséien, le na-dené. Pour le rattachement du basque à la famille dené-caucasienne, Ruhlen cite les travaux de Bengtson et Trombetti comme étant les principaux chercheurs ayant mis en lumière ce lien. Merritt Ruhlen rapporte que ce sont les travaux d'Edward Sapir qui ont mis en évidence le na-dené (localisé en Amérique du Nord). Puis que Sergueï Nikolaïev a repris les travaux de celui-ci en disant que le na-dené était apparenté à la famille caucasienne, sino-tibétaine et iénisséienne. À la fin des années 1990, John Bengtson y a ajouté le basque et le bouroushaski, « deux idées que préfiguraient déjà les travaux de Trombetti et d'autres chercheurs » dit-il. Enfin, Merritt Ruhlen mentionne les travaux de Sergueï Starostine qui a décrit une famille qu'il a nommée sino-caucasienne et qui comprend les familles caucasiennes, sino-tibétaine et iénisséienne.
Merritt Ruhlen explique également que les dené-caucasiens sont isolés entre eux par les autres groupes de langues eurasiatiques arrivés postérieurement. Sur le plan génétique, il dit que pris au niveau mondial le groupe bascophone ne se différencie pas suffisamment des autres européens pour constituer un isolat génétique. « Les langues ne font pas l'amour », dit-il pour expliquer des différences linguistiques que l'on ne retrouve pas dans les gènes. Selon cet auteur, des proto-Basques auraient occupé l'Europe occidentale bien avant la migration des Indo-Européens au deuxième millénaire avant l'ère chrétienne. Les ancêtres des Basques se seraient alors maintenus vers l'Atlantique et les Pyrénées, dans la région qu'ils occupent actuellement et nommée durant la conquête romaine d'après les territoires des Caristes, des Vascons, des Cantabres, des Aquitains, des Vardules et autres tribus.
L'hypothèse d'un ensemble plus élargi dit "dené-caucasien" (Starostine, Nikolaïev, Bengtson, Ruhlen) divise les langues d'Eurasie entre les langues eurasiatiques (comprenant, selon Greenberg, l'indo-européen, l'ouralien, l'altaïque et quelques autres petits groupes en Sibérie) et un groupe relictuel de langues qui n'appartiennent pas à cette famille. Ruhlen, Bengston et Shevoroshkin font entrer le basque dans cet ensemble.
Le déné-caucasien, très large, réunit notamment, en plus du basque et du caucasien, le chinois et le na-déné. Or, une parenté entre le chinois et le caucasien est réfutée par des linguistes tel Laurent Sagart, spécialiste du chinois archaïque. Ce dernier a présenté un regroupement « STAN » (sino-tibéto-austronésien).
La proximité linguistique entre le basque et les langues kartvèles a été combattue par plusieurs linguistes, tel Larry Trask.

#### Origine ibère
Cette thèse rapproche le basque de cet ensemble de langues anciennement parlées dans la péninsule Ibérique : de nombreuses similarités et des recoupements territoriaux importants, de part et d'autre des Pyrénées, permettent ce rapprochement selon lequel les langues ibères formeraient elles-mêmes un isolat.
Dans une conférence organisée en 2003 à Bayonne par Beñat Oyharçabal au sein de l'Institut Culturel Basque, celui-ci écrit que l'hypothèse basco-ibérique n'a pas été jugée suffisamment crédible pour faire évoluer la thèse de l'isolat. C'est pourtant ce que des auteurs tels qu'Hector Iglesias et Joaquín Gorrochategui défendent toujours, avec sérieux, en le rattachant même au berbère (sans donc, faire de l'ibère un isolat).

#### Origine berbère
Cette thèse situe l'apparition de la langue basque avec l'arrivée de certaines troupes berbères de Hannibal Barca estimées à 20 000 hommes qui en 218 av. J.-C. décidèrent de l'abandonner et de ne pas l'accompagner dans sa marche vers Rome depuis Carthage[réf. nécessaire]. La théorie est soutenue par le spécialiste du basque Hector Iglesias et autrefois par les africanistes autrichiens Ernst Zyhlarz (de) et Hans Mukarovsky qui se fondent sur certaines similitudes linguistiques avec l'amazigh parlé en Mauritanie, au Maroc, aux îles Canaries et en Algérie,.